# Bandeira de Tubarão (Santa Catarina)

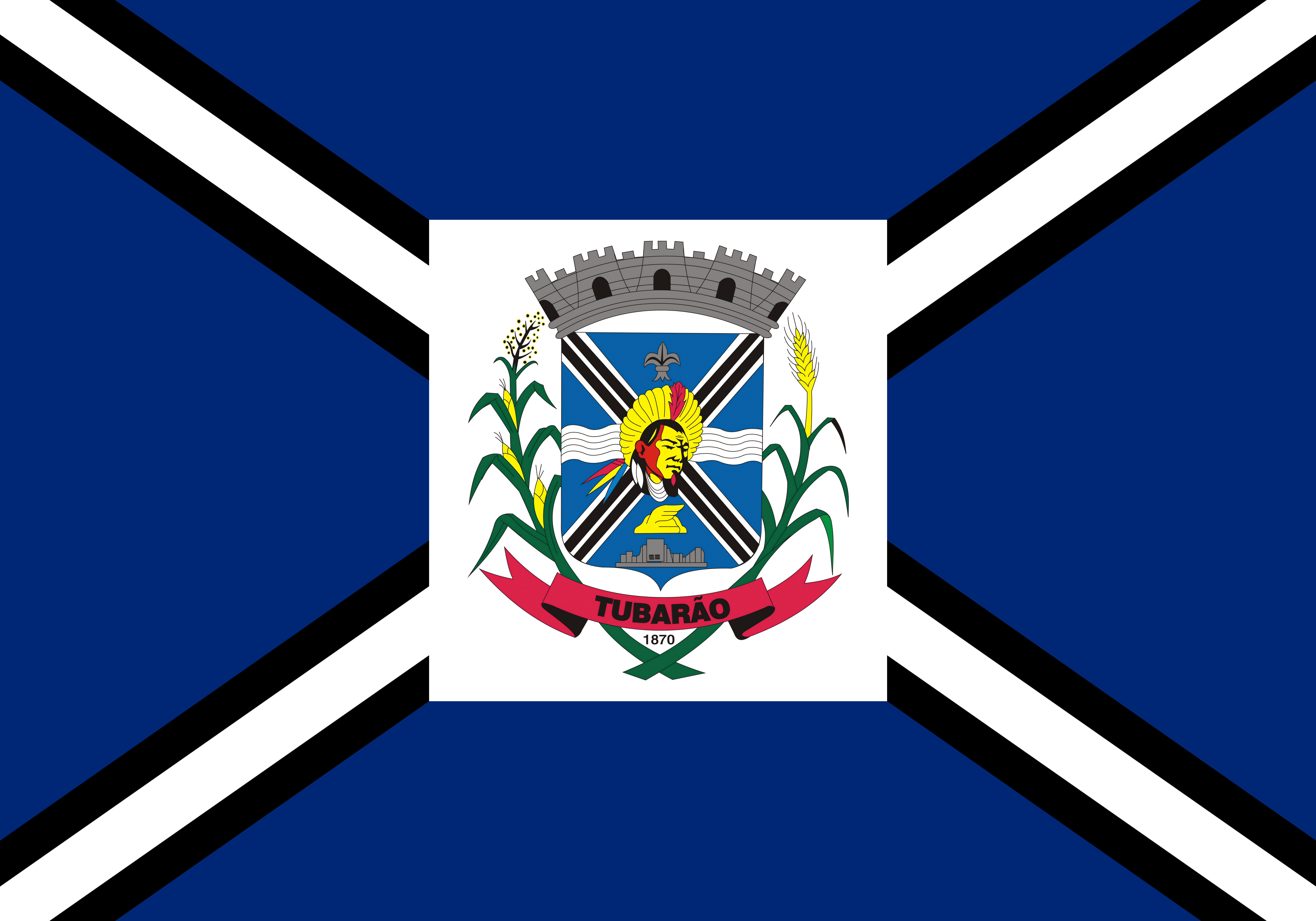
Bandeira de Tubarão

A Bandeira Municipal de Tubarão foi instituída pela lei municipal nº 532, de 28 de abril de 1971.
De autoria do heraldista Arcinor Antônio Peixoto de Farias, é esquartelada em santor, sendo os quartéis de azul, constituídos por quatro faixas, prestas, dispostas duas a duas em banda e em barra e que partem dos vértices de um retângulo central branco onde o brasão municipal é aplicado.